# Грозомора (филм)
Грозомора (енгл. Goosebumps) је америчка хорор комедија из 2015. године, у режији Роба Летермана, по сценарију Дарена Лемкеа. Темељи се на истоименом серијалу романа Р. Л. Стајна. Измишљену улогу Стајна глуми Џек Блек који се удружује са својом ћерком (Одеја Раш) и њиховим комшијом (Дилан Минет), како би спасили свој родни град након што сва чудовишта из франшизе Грозомора побегну из књига, правећи нереде у стварном свету. Споредне улоге глуме: Ејми Рајан, Рајан Ли и Џилијан Бел.
Развој екранизације серијала почео је 1998. године, у режији Тима Бертон. Пошто није успео да пронађе сценарио, пројекат је одложен. Почетком 2008. Columbia Pictures је стекла права за екранизацију серијала, а пројекат је поново ушао у развој. Снимање се одвијало од априла до јула 2014. године у Атланти.
Премијерно је приказан 24. јуна 2015. године на филмском фестивалу Барселони, док је 16. октобра пуштен у биоскопе у САД, односно 3. децембра у Србији. Остварио је комерцијални успех и добио углавном позитивне рецензије критичара, уз похвале за хумор и многе референце на франшизу Грозомора, а зарадио 158 милиона долара у односу на буџет од 84 милиона долара.
Самостални наставак, Грозомора 2: Уклета Ноћ вештица, приказан је 2018. године, а од глумачке поставе се вратио само Блек као споредна улога.

## Радња
Иако је у почетку узнемирен због чињенице што се из великог града морао преселити у мали градић, тинејџер Зак Купер (Дилан Минет) ускоро заборави на све то када се спријатељи са Чемпом (Рајан Ли) и открије да му је комшиница прелепа девојка Хана (Одеја Раш).
Али неће све бити тако једноставно када Зак упозна Ханиног мистериозног и врло чудноватог оца за којег се испоставља да је Р. Л. Стајн (Џек Блек), аутор суперуспешних књига Грозомора. Како мало помало Зак упознаје чудновату породицу из суседства ускоро открива и да Стајн крије опасну тајну: наиме, чудовишта која су описана у његовим бестселерима заправо су стварна, а Стајн штити своје читаоце од њих држећи их закључане у својим књигама.
Међутим, када иста та чудовишта игром случаја буду пуштена на слободу, Заков живот се у потпуности мења. У лудој авантуристичкој Ноћи вештица која је испред њих Зак, Хана, Чемп и Стајн мораће да се удруже како би ухватили сва чудовишта из Стајнове маште — укључујући Слапи Димија, девојку са уклетом маском, патуљке и многе друге — како би их вратили тамо где им је место и спасили свој градић.

## Улоге
| Глумац           | Улога             |
| ---------------- | ----------------- |
| Џек Блек         | Р. Л. Стајн       |
| Дилан Минет      | Зак Купер         |
| Одеја Раш        | Хана Стајн        |
| Рајан Ли         | Чемп              |
| Ејми Рајан       | Гејл Купер        |
| Џилијан Бел      | Лорејн Конјерс    |
| Халстон Сејџ     | Тејлор            |
| Стивен Кругер    | Дејвидсон         |
| Кит Артур Болден | директор Гарисон  |
| Аманда Лунд      | полицајка Брукс   |
| Тимоти Симонс    | полицајац Стивенс |
| Кен Марино       | тренер Кар        |
| Каран Сони       | господин Руни     |
| Кејлеб Емери     | глупи спортиста   |
| Џон Бернекер     | Вил Блејк         |